# Temporada 1970-1971 del Club Joventut Badalona
La temporada 1970-1971 va ser la 32a temporada en actiu del Club Joventut Badalona des que va començar a competir de manera oficial. La Penya va disputar la seva 15a temporada consecutiva a la màxima categoria del bàsquet espanyol, acabant la competició en la segona posició, una posició per sobre de l'aconseguida la temporada anterior. Aquesta temporada també va ser semifinalista de la Recopa d'Europa i finalista de la Copa del Generalíssim.

## Resultats
Recopa
El Joventut va arribar fins a semifinals en aquesta edició de la Recopa d'Europa, al perdre davant el BK Spartak, qui acabaria guanyat la competició. Prèviament havia eliminat el Boroughmuir BC (Escòcia) a la primera ronda, el Soproni MAFC (Hongria) a vuitens, i el BK Balkan (Bulgària) a quarts.
Lliga espanyola
A la lliga espanyola finalitza en la segona posició de 12 equips participants. En 22 partits disputats va obtenir un bagatge de 21 victòries i 1 derrota, amb 1.866 punts a favor i 1.451 en contra (+415).
Copa del Generalíssim
El Joventut va tornar a ser finalista en aquesta edició de la Copa del Generalíssim, una final de copa amb els mateixos protagonistes que a les dues edicions anteriors. Prèviament, havia derrotat a quarts de final al Club Vallehermoso OJE guanyant els dos partits de l'eliminatòria, i al Picadero JC en semifinals, també guanyant els dos partits. A la final va perdre davant el Reial Madrid per 72 a 63.

## Plantilla
La plantilla del Joventut aquesta temporada va ser la següent:
| Club Joventut Badalona: plantilla 1970-71 |
| Jugadors                                  |
| Francesc Buscató                          |
| Enric Margall                             |
| Narcís Margall                            |
| Lluís Miguel Santillana                   |
| Santiago Udaeta                           |
| Guifré Gol                                |
| Joan Fa                                   |
| Josep Maria Vila                          |
| Josep Maria Oleart                        |
| Agustí Rabassa                            |
| Alfonso Martínez                          |
| Enric Campos                              |
| Entrenador                                |
| Josep Lluís i Cortés                      |